# Stratégie omnicanale
L’avènement du numérique dès la fin du XXe siècle a poussé les entreprises à développer leur modèle de vente. Il est devenu courant pour le consommateur d’effectuer ses achats sur des canaux de distribution différents. Ainsi, certaines entreprises ont fait le choix d’une stratégie omnicanale afin de suivre les évolutions de leur environnement et ainsi mieux atteindre les consommateurs.
Il faut alors différencier les stratégies suivantes : le multicanal, le cross-canal et l’omnicanal. Les préfixes "multi","cross" et "omni" permettent d'éclairer la nature de ces différentes stratégies commerciales. "Multi" signifie "plusieurs" et il s'agit donc d'une stratégie basée sur plusieurs canaux, canaux qui seront gérés en silo. "Cross" renvoie à la notion de "croisement", il convient donc de gérer les canaux pour faciliter le passage du client d'un canal vers un autre. Quant au préfixe "omni", il fait référence à "tout". Il s'agit donc de tout point de contact ou "touchpoint" entre l'entreprise et le client (magasin, site Internet, réseau social, mail, centre d'appel, IOT ...)

## Présentation du concept

### Définition de l’omnicanal
La stratégie omnicanale est une évolution des pratiques du multicanal. C’est une optimisation des différents canaux de distribution. En marketing, cette stratégie permet à l’entreprise d’utiliser et mobiliser l’ensemble de ses contacts de vente. L’initiative du contact est double. Elle peut provenir de l’entreprise qui communique vers son client mais il peut également s’agir du client qui prend contact avec cette dernière.
L’objectif final de la stratégie omnicanale est d’optimiser sa relation avec son client et ainsi de développer une meilleure expérience client. L’entreprise a alors une vue à 360° de ses clients. Cette stratégie omnicanale doit être adaptée et proportionnée aux ressources internes et externes de l’entreprise en question.  

### Les origines
Le terme omnicanal vient du latin omni qui signifie « tous » et qui, ajouté à canal, définit l’intégration de tous les canaux physiques (offline) et numériques (online).
Jusqu’aux années 1990, la distribution s’effectuait par un point de vente physique, dit brick and mortar, ou par catalogue par lequel une commande se prend par téléphone ou courrier. Quelques entreprises ont proposé la vente en ligne par leurs propres services online, tandis que le premier site internet proposant un chiffrement des données bancaires n’est créé qu’en 1994. On parlera réellement de canal de vente par internet avec la création d’Amazon. Le m-commerce viendra en 1997, et le terme multicanal émergera.
La création de l’omnicanal ne viendra qu’en 2003 avec l’entreprise BestBuy qui placera son client au centre de sa stratégie et proposant ainsi une même expérience en magasin et sur internet tout en proposant un service après-vente.

### Définition contemporaine dans la distribution
Lors de la définition par l’entreprise de son marketing-mix, elle peut faire le choix de mettre en place une stratégie de distribution omnicanale.
Cette stratégie propose un univers unique de consommation regroupant l’ensemble des canaux de distribution. Ces différents canaux peuvent être des magasins, des sites internet, les réseaux sociaux, le téléphone, des catalogues et sont entièrement intégrés dans l’entreprise en bénéficiant d’une interconnexion. On ne parlera pas de coordination entre les canaux mais d’une structure unique de canaux. 
Ces différents canaux peuvent alors être utilisés indépendamment ou en complémentarité des uns des autres. 
Il s’agit pour le consommateur de pouvoir interagir avec les marques plus facilement à n’importe quel moment. Ainsi la stratégie omnicanale favorise l’engagement des clients et améliore l’expérience client.Différentes stratégies peuvent être mises en place dans la gestion des canaux : cohérence, convergence, synchronisation, Intégration. 

## Appliquer l'omnicanal

### Les usages
Lorsqu’une stratégie omnicanale est mise en place dans une entreprise, l’expérience du consommateur doit être homogène et cohérente sur l’ensemble des canaux utilisés.
L’utilisation par la marque des données du consommateur lui permet de proposer des canaux toujours plus pertinents afin de pouvoir répondre à ses besoins au moment voulu.
Le client se retrouve connecté en permanence avec la marque et cela permet de multiplier les occasions d’achats.
Une marque devenue omnicanale sera considérée comme plus légitime et crédible par les consommateurs grâce à la démultiplication des occasions de contacts.
L’omnicanalité implique une uniformité de l’expérience client sur tous ses canaux de distribution et de communication. L’expérience doit pouvoir être identique selon le canal choisi et être sans coutures, c’est-à-dire de pouvoir passer d’un canal à l’autre sans difficulté et avec uniformité.

### Les applications
Les différentes expériences de web-to-store tels que le retrait en magasin, le drive, click-and-reserve ont mené à une nouvelle réflexion pour pouvoir développer les achats en ligne tout en gardant le consommateur proche de son point de vente en "bricks & mortar".
Ainsi, dans une stratégie omnicanale, tous les canaux doivent avoir la même importance et être parfaitement intégrés.
Les consommateurs se sont très vite adaptés aux stratégies omnicanale ou cross-canal. Les marques doivent donc suivre les usages et les nouvelles habitudes de consommation.
L’exemple du développement des médias sociaux est parlant : ils se sont rapidement intégrés aux canaux déjà existants pour devenir une interface privilégiée. Ils continuent de se développer. Désormais, ils proposent même des « chat-bots », qui servent d’interlocuteurs-vendeurs aux clients.
L’acte d’achat et la phase de recherche en sont simplifiés et permettent une proximité toujours plus grande au consommateur.
Les comportements d’achat sont devenus plus critiques et la comparaison entre différentes offres est devenue systématique dans l’acte d’achat. Ceci entraîne donc une concurrence plus intense. L’accessibilité de l’offre en fonction du canal est donc primordiale.

## Les enjeux

### Efficacité économique: adaptation organisationnelle et commerciale
Les enjeux de la stratégie omnicanale sont multiples. Pour que cette stratégie soit la plus efficace possible, l’entreprise doit adopter une structure spécifique lui permettant d’effectuer des changements. En fonction des différents canaux utilisés, l’entreprise va adopter un mode d’organisation spécifique plus ou moins intégré. Son objectif est alors de bénéficier d’économies et ainsi augmenter sa performance économique mais aussi commerciale. L’efficacité de cette stratégie est alors en grande partie liée à une logistique harmonisée, un système d’information performant, un management du personnel adéquat ainsi que de bonnes relations avec ses partenaires.

### Efficacité technologique: hyper-croissance des canaux et des outils
L'implémentation d'une stratégie omnicanale est complexifiée par une forte croissance des canaux disponibles. En retour, s'est développée une hyper-croissance des outils et plateformes marketing: alors qu'en 2011, un peu plus d'une centaines de logiciels sont recensés, plus de 7000 services le sont en 2019. 

## Synthèse
La stratégie omnicanale permet une réelle création de valeur. Grâce à celle-ci, les consommateurs sont plus libres et indépendants. Mais les entreprises ne sont pas en reste. Elles peuvent recueillir de précieuses informations au sujet des clients et ainsi analyser et adapter leur offre. Il faut cependant veiller au respect de la loi et de la vie privée du consommateur.
Malgré tout, la stratégie omnicanale n’est pas simple à mettre en place. Elle demande une très bonne organisation, des compétences, des ressources techniques et une grande homogénéité et coordination entre les différents canaux de l’entreprise. Elle suppose de revisiter les différents touchpoints de l'entreprise et de revisiter certains métiers. Le métier de vendeur en particulier doit être profondément repensé à l'ère de l'omni-canal.
Enfin, il n’existe pas de mode d’emploi spécifique. La stratégie omnicanale doit être adaptée à chaque entreprise en fonction de plusieurs critères (secteur d’activité, concurrence…).